# Sacro Monte di Crea
Der Sacro Monte di Crea gehört zu den italienischen Sacri Monti („Heilige Berge“). Die Kapellen auf den Hügeln des Monferrats, die ursprünglich Darstellungen des Lebens der Gottesmutter gewidmet waren, sind auf einem Andachtsweg angeordnet, der vor der Kirche beginnt und sein Ziel in der Paradieskapelle erreicht.
Der Sacro Monte di Crea wurde ab 1589 auf Betreiben des Franziskaners Costantino Massino am Ort eines Heiligtums erbaut, in dem bereits seit frühchristlicher Zeit der Jungfrau Maria verehrt wurde; die Errichtung jener Wallfahrtsstätte wird in der Überlieferung dem hl. Eusebius von Vercelli zugeschrieben, von dem auch die Statue der Jungfrau Maria stammen soll, die sich auf dem Sacro Monte di Crea befindet. Die Kapellen wurden mehrfach baulich verändert und 1820 nach einer teilweisen Zerstörung grundlegend restauriert.

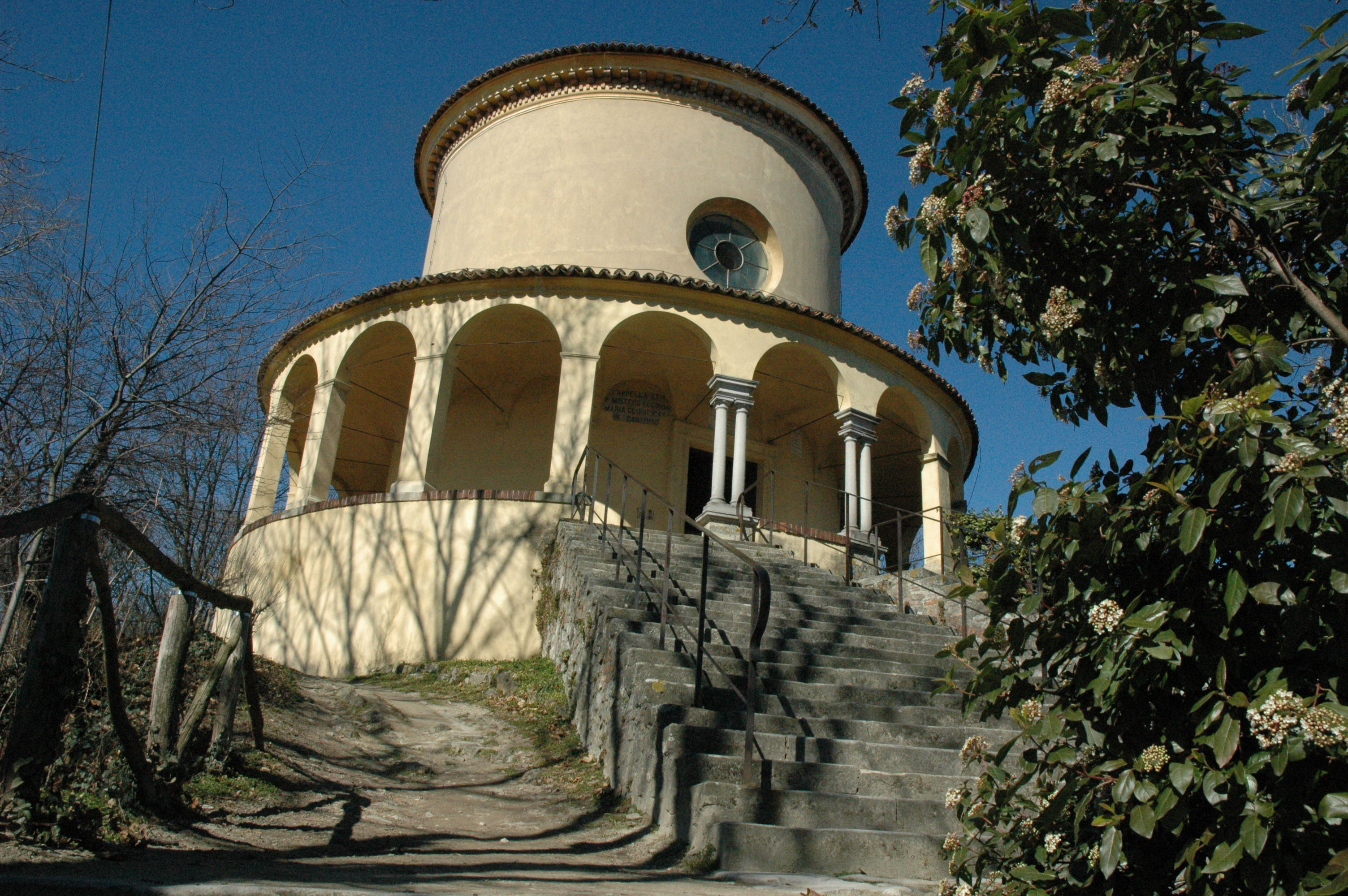
Paradieskapelle
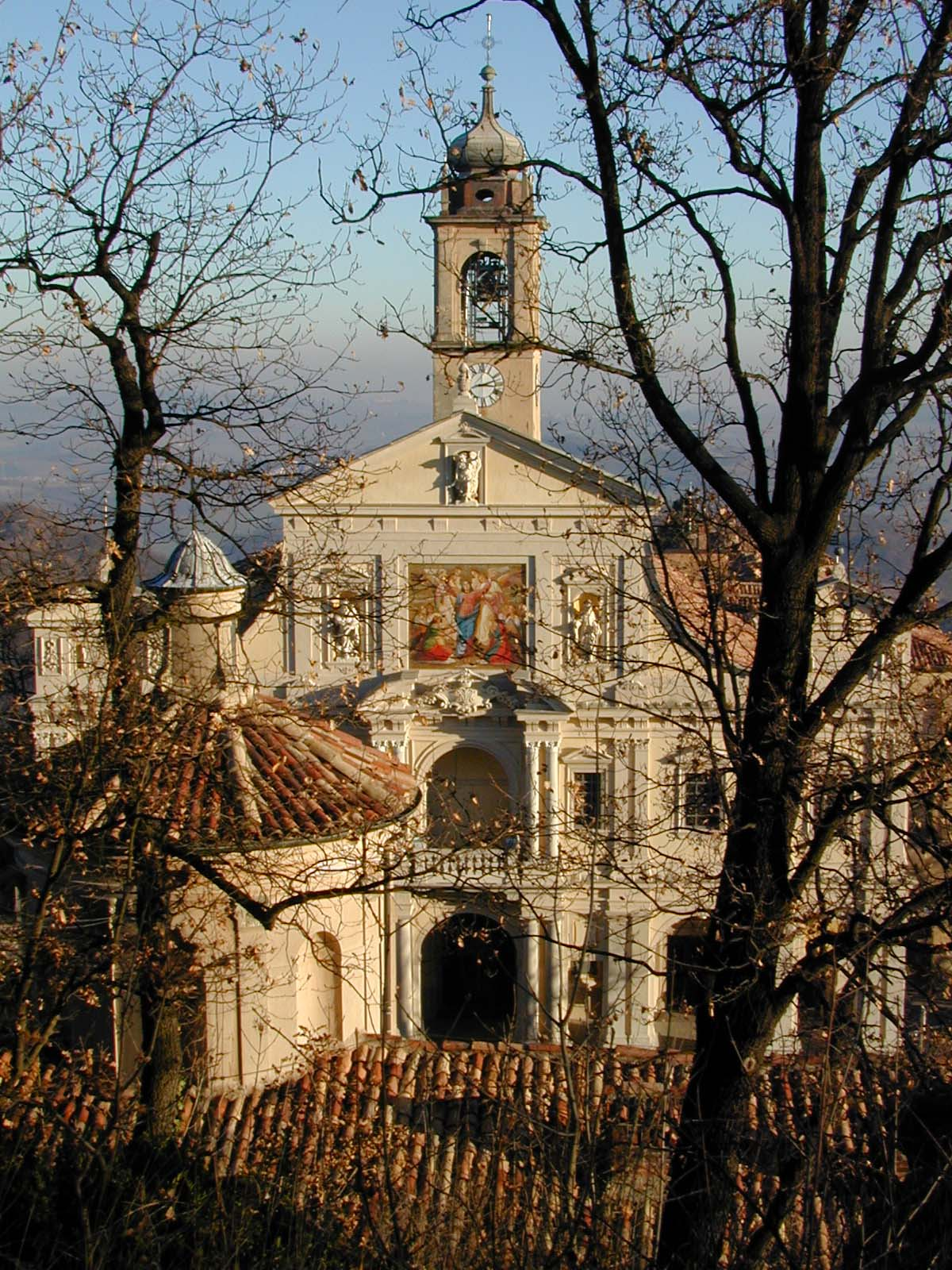
Wallfahrtskirche auf dem Sacro Monte di Crea
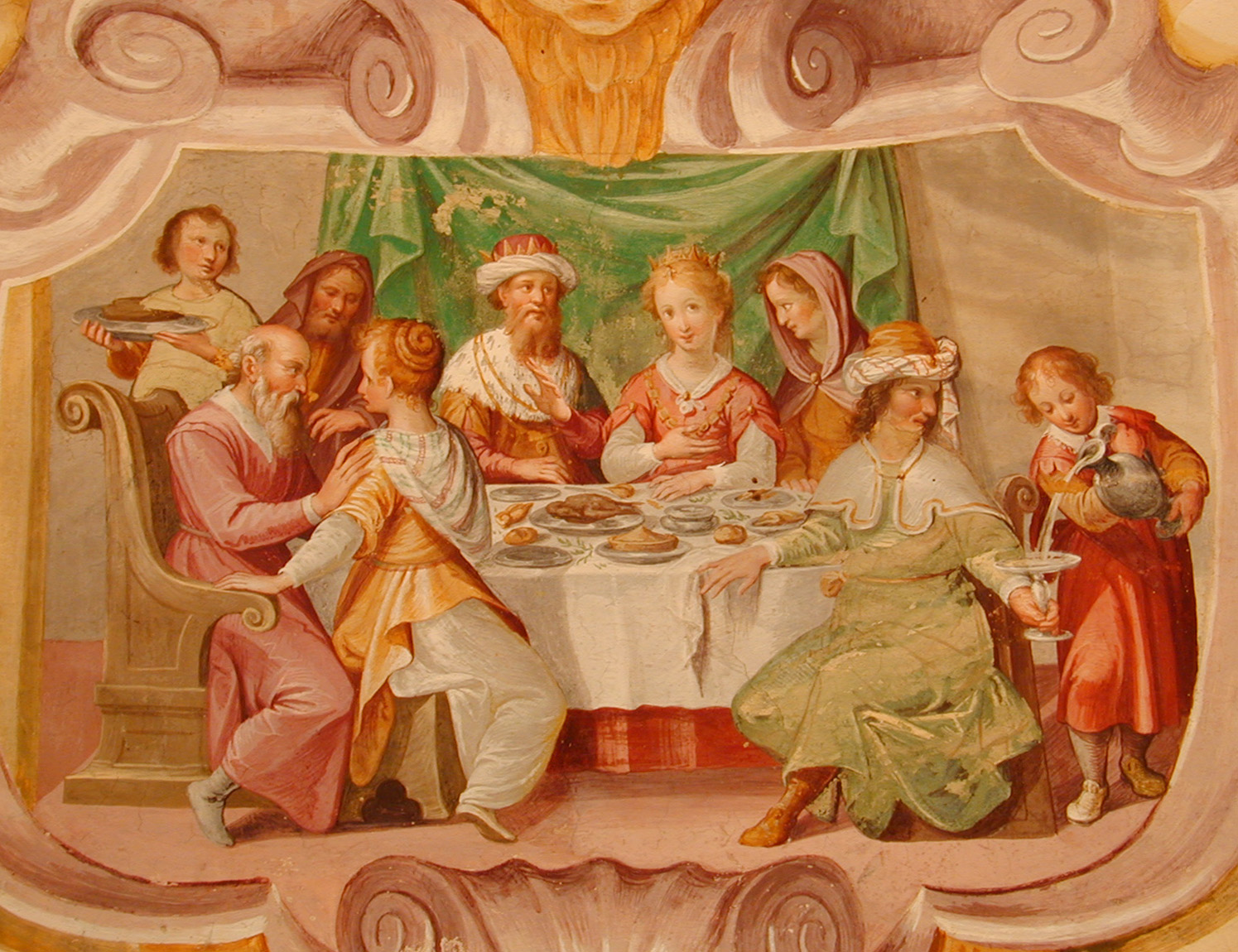
Fresko von Guglielmo Caccia an der Decke der Kapelle XVII mit einer Szene aus dem Alten Testament
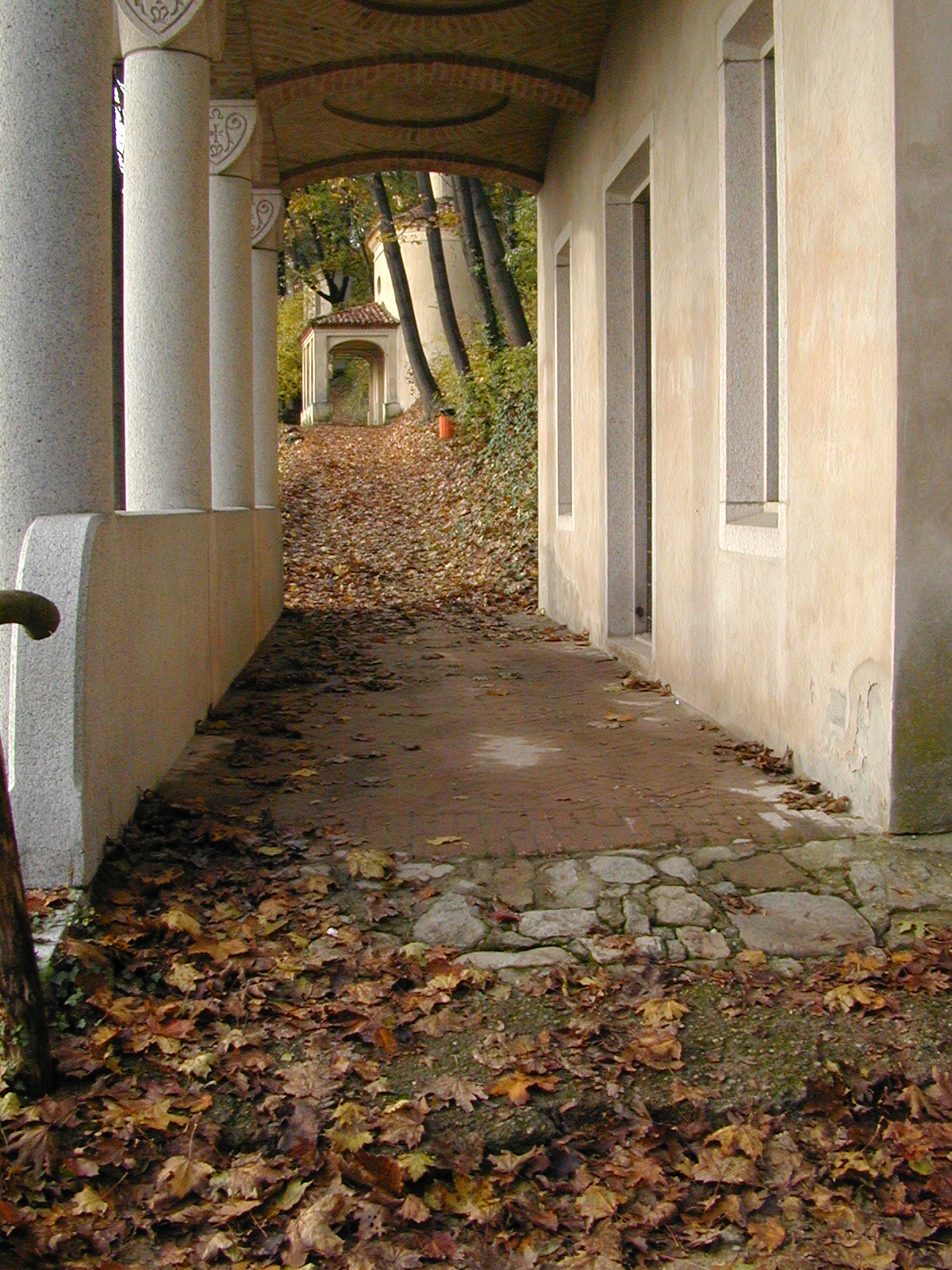
Blick auf einzelne Kapellen
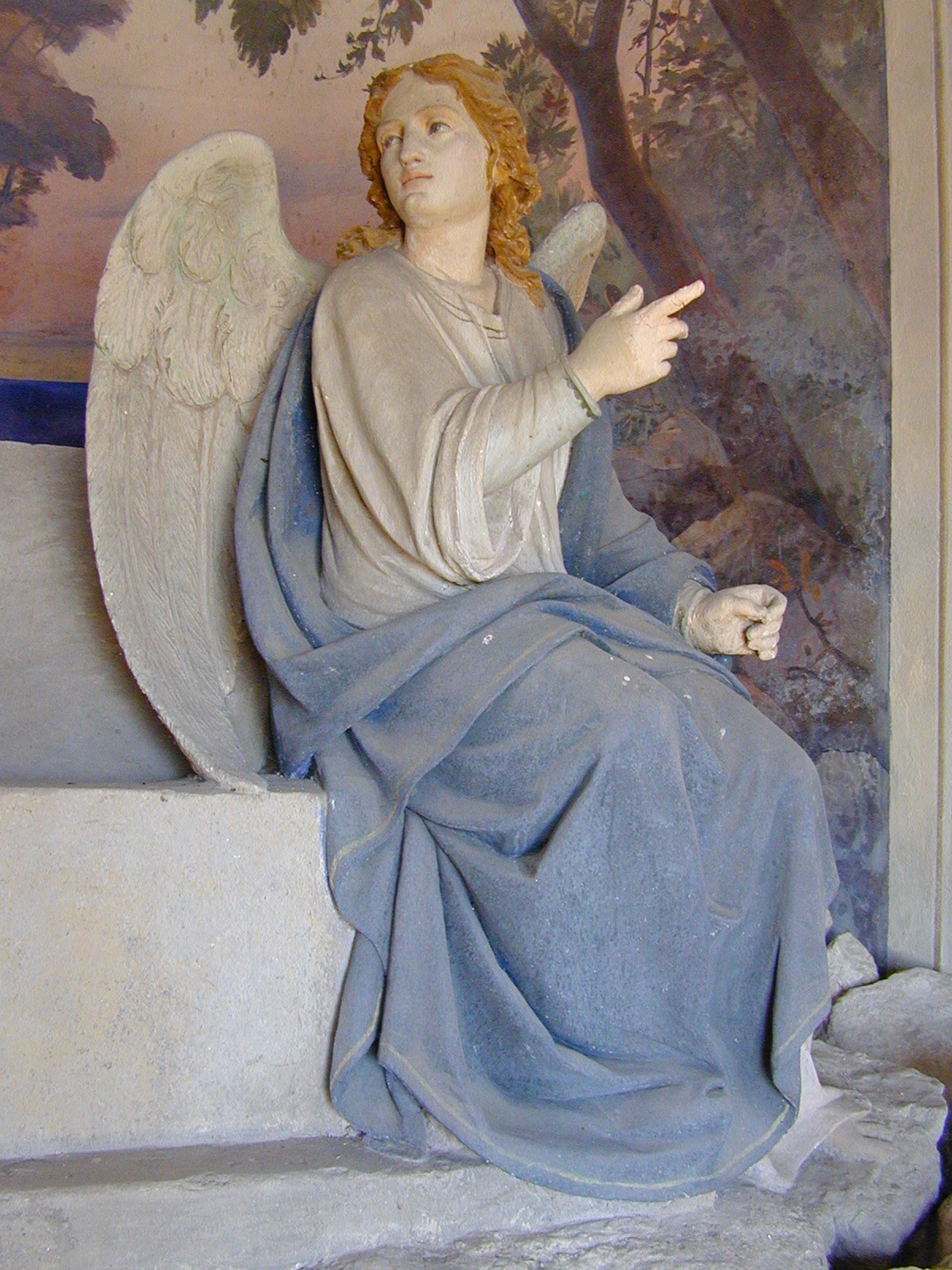
Engelsfigur